# Алмонт (Мичиген)
Алмонт (енгл. Almont) град је у америчкој савезној држави Мичиген.

## Демографија
По попису из 2010. године број становника је 2.674, што је 129 (-4,6%) становника мање него 2000. године.
| Група             | 2000.         | 2010.         |
| Белци             | 2.641 (94,2%) | 2.429 (90,8%) |
| Афроамериканци    | 9 (0,3%)      | 9 (0,3%)      |
| Азијати           | 10 (0,4%)     | 6 (0,2%)      |
| Хиспаноамериканци | 116 (4,1%)    | 198 (7,4%)    |
| Укупно            | 2.803         | 2.674         |